# Palatinus Strandfürdő
A Palatinus strand (a pesti szleng becenevén a „Pala”) a Margit-szigeten, természetvédelmi környezetben található.

## Története
A strandot 1919-ben nyitották meg a Tanácsköztársaság alatt, az akkor még partfal nélküli Duna-part közelében. Budapesten ez volt az első fürdő, amely a szabadban való fürdőzést tette lehetővé. Egy évvel később bezárták és megkezdték a kiépítését. 1921 augusztusában adták át véglegesen az új fürdőt a nagy-medencével, és további hideg és meleg vizes medencékkel. A fürdőt a Fővárosi Közmunkák Tanácsa kezelte a felújítás után.
A strand népszerűségét mutatja, hogy 1937-ben már bővíteni kellett. Janáky István és Szőke Károly (1900–1976) tervei alapján kibővítették a Palatinust. Ekkor épült a központi öltöző épület és a népszerű hullámmedence, amelynek falát Bálint Endre festőművész szürrealista mozaikja díszíti. A mozaik megrendelését 1966-ban a medence átalakítása tette szükségessé.
A második világháború után a fürdőt helyreállították, 1958-ban 10 000 négyzetméteres füves napozóval bővült a strand, 1965-ben új étterem nyílt. A korábban betonozott medencealjzatot a hatvanas években mettlachi-lapokkal burkolták be. 1974–1975 között korszerűsítették a női öltözőket, bővítették a napozót, ekkor építették ki a zárt zuhanyzókat. 1975-ben további 18 000 négyzetméteres területtel bővült a strand, ahol játszótereket, focipályát, lugast alakítottak ki. Az 1980-as években ötpályás csúszda épült.
A strand rekonstrukciójával 2002-ben készültek el, a medencéket a kornak megfelelő vízszűrő és -forgató berendezésekkel szerelték fel. Az úszómedencét úszó-, strand- és élménymedencére osztották fel. Utóbbiba nyakzuhanyt, pezsgőztetőt és sodrófolyosót is beépítettek.
A strand bejárata előtt az 1937-ben állított Csorba Géza alkotása, a Fésülködő nő című szobor állt, ami 1945-ben, a második világháború alatt elpusztult, a helyébe egy másik szobrot helyeztek, egy francia szobrász, Emile Guilleaume női aktját. 1967-ben a megmaradt tanulmány alapján újrafaragták Csorba Géza szobrát, és ezt a másolatot állították fel a strand előtt; a francia szobrász alkotását eltávolították és azóta is Csorba Géza művének a másolat ékesíti a strand bejáratát. A strand területén belül 1954-óta Boldogfai Farkas Sándor szobrászművész "Anya gyermekével" című alkotása díszíti a szabadtéri területet.
2016-17-ben felújították és téliesítették a fogadó és öltöző épületet. A déli épületszárnyban fedett fürdőrészleget alakítottak ki. A fürdőcsarnokban termálmedence, gyermekmedence, szauna, gőz, geotermikus szauna, Kneipp medencék, gyógyászati és masszőrhelyiségek kerültek kialakításra, így a Palatinus az egész évben nyitva tartó gyógyfürdők sorába léphetett. A műemléki rekonstrukció során helyreállították az Ady Endre versét megidéző, második világháborúban megsemmisült falképet. A pénztárcsarnokban Pekáry István: Dál-kisasszonyok násza című alkotása fogadja a látogatót.

## A víz összetétele
Kis sókoncentrációjú, nátriumot is tartalmazó kalcium-magnézium-hidrogén-karbonátos termálvíz.
Margitszigeti II. (B-20) számú „Szent Magda gyógyvíz”
| Paraméterek          | Eredmény | Mértékegység |
| -------------------- | -------- | ------------ |
| Hőmérséklet          | 68,8     | ˚C           |
| Összes ásványi anyag | 1205     | mg/l         |
| Összes keménység     | 295      | CaO mg/l     |
| Hidrogén-karbonát    | 520      | mg/l         |
| Szulfát              | 195      | mg/l         |
| Klorid               | 156      | mg/l         |
| Nitrát               | <1,0     | mg/l         |
| Nitrit               | <0,02    | mg/l         |
| Foszfát              | <0,07    | mg/l         |
| Vas                  | <0,02    | mg/l         |
| Mangán               | <0,02    | mg/l         |
| Nátrium              | 147      | mg/l         |
| Kálium               | 18,7     | mg/l         |
| Kalcium              | 152      | mg/l         |
| Magnézium            | 39,1     | mg/l         |
| Szulfid              | 0,9      | mg/l         |
| Jodid                | 0,15     | mg/l         |
| Bromid               | 0,46     | mg/l         |
| Fluorid              | 2,8      | mg/l         |
| Metakovasav          | 55       | mg/l         |
| Bór                  | 970      | µg/l         |
| Lítium               | 280      | µg/l         |

### Gyógyjavallatok
Ízületek degeneratív betegségei, idült és félheveny ízületi gyulladások, gerincdeformáció, porckorongsérv, a csontrendszer mészhiányos állapotai, sérülés utáni állapotok esetén.

## Galéria

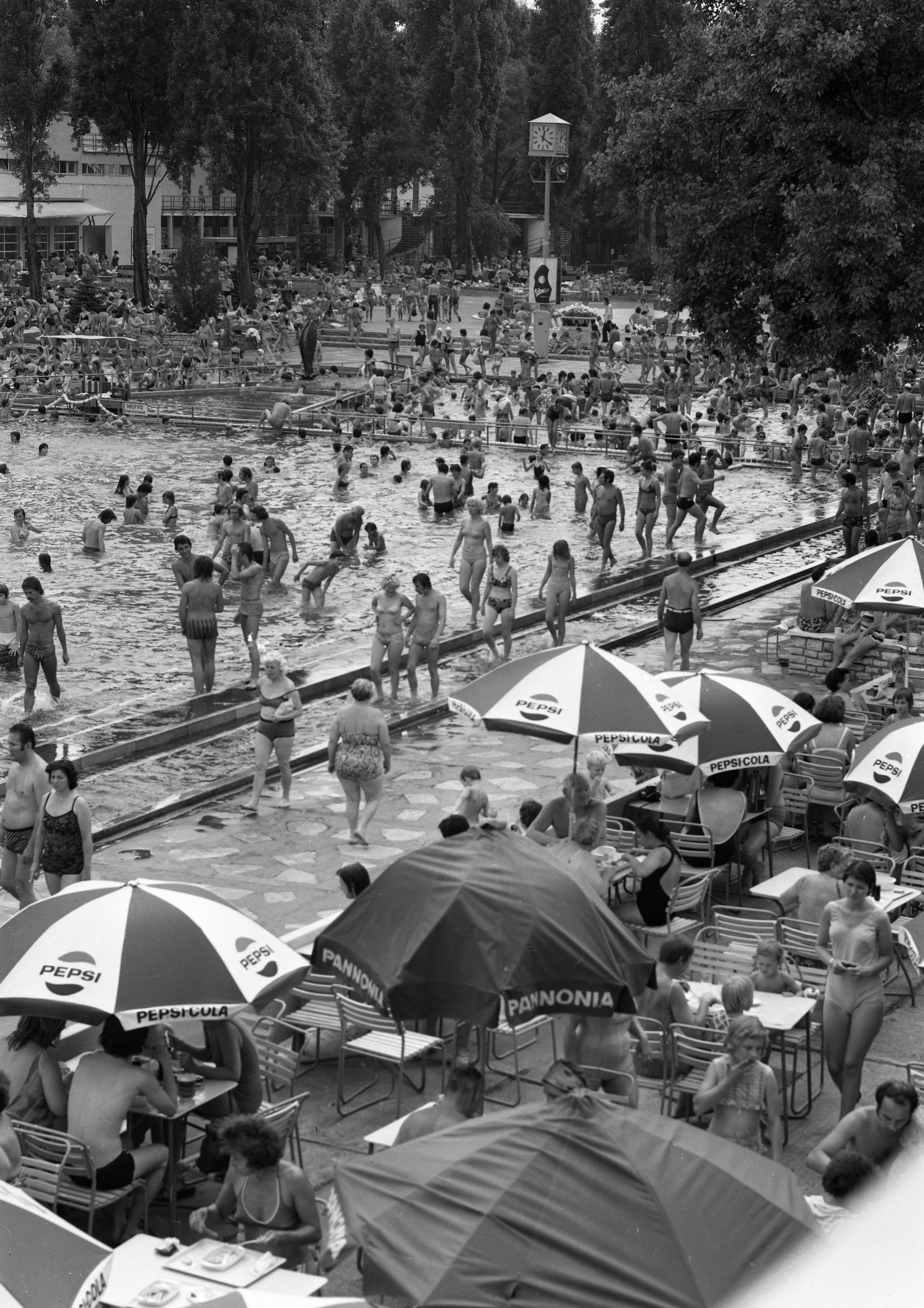
A fürdő az 1970-es években
A Palatinus Strandfürdő főbejárata 1937-ben
A Dál kisasszonyok násza, Palatinus Strandfürdő bejáratánál. Pekáry István grafikus alkotása (baloldala)
A Dál kisasszonyok násza, Palatinus Strandfürdő bejáratánál. Pekáry István grafikus alkotása (jobboldala)
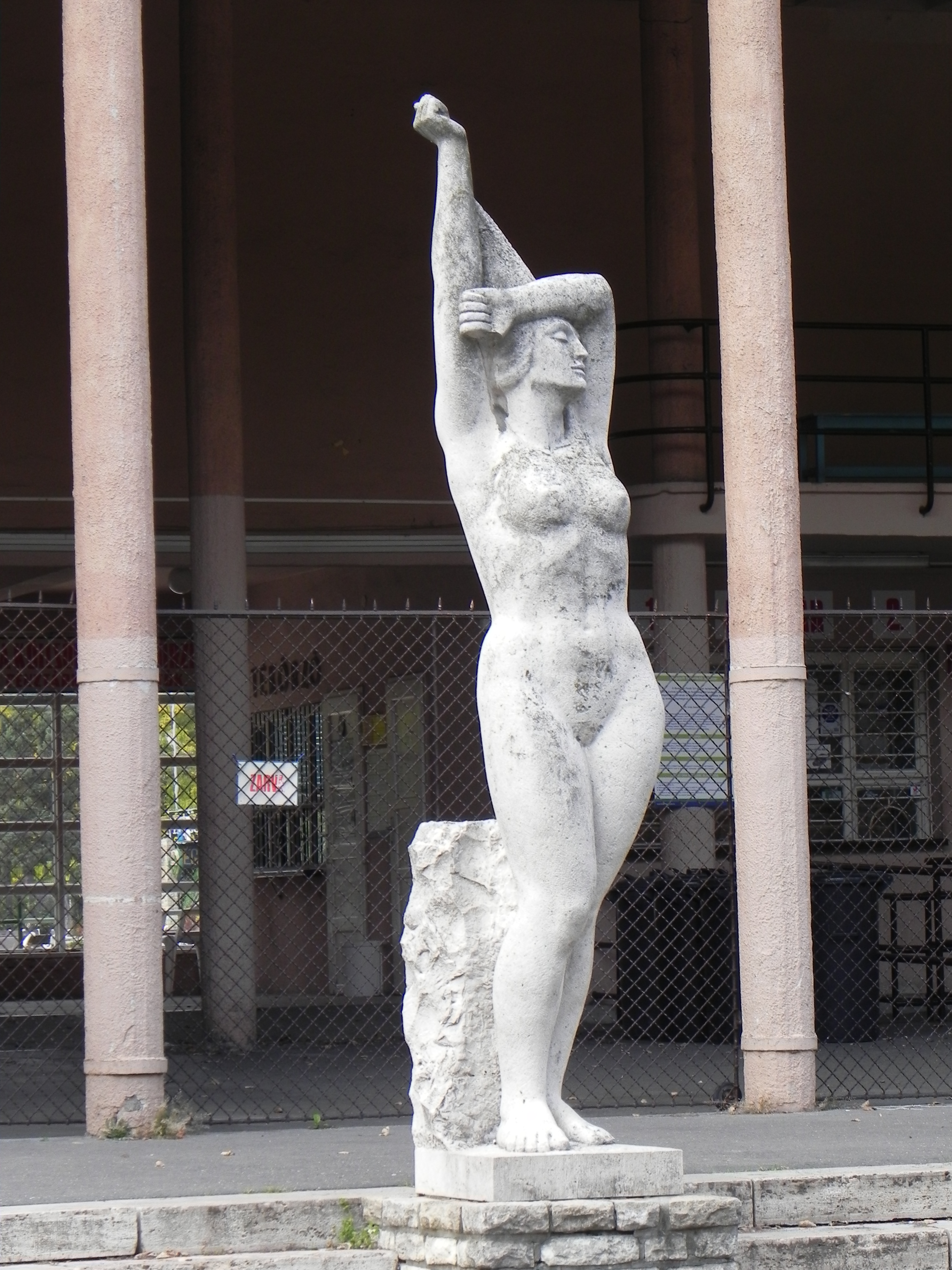
Napozó nő, Palatinus Strandfürdő bejáratánál. Csorba Géza alkotása (1967-es másolata az elpusztult eredetinek)
Anya gyermekével. Boldogfai Farkas Sándor szobrász alkotása (1954)